# إدارة المال
إدارة المال يظل المال في جميع أشكاله من قطع معدنية إلى شيكات بنكية هو العنصر المهم والضروري من أجل أي عمل تجاري. ولهذا فإنه يجب على المدراء أن يفهموا كل النواحي المالية التي تتعلق بعمليات الإنتاج التي يقومون بها، والطريقة التي يصف به المحاسبون هذه الطرق المالية.

## مفاهيم المحاسبة
يجد معظم المدراء المصطلحات المحاسبية التي يستخدمها المحاسبون غير مفهومة وغامضة أحيانا ولما كان البعض منهم متخصصون جدا في نواحي العمل الأخرى فإن هناك عددا من المفاهيم الأساس المحاسبية التي من المهم أن تكون مفهومة وواضحة لهم وهي تشمل ما يلي:
(1)حساب الربح والخسارة
(2)رأس المال
(3)بيان الميزانية العمومية
(4)الأصول
(5)الاستهلاك
(6)المديونيات
(7)رأس المال العامل
(8)السيولة المالية

### حساب الربح والخسارة
سنتعرض هنا لوثيقتين من أهم الوثائق المحاسبية الأساس. فيراد بحساب الربح والخسارة ما نسجله من العمليات الحسابية لفترة زمنية معينة تحت عناوين هما:الإنفاق والإدخال، وإليك بعض التعارف المهمة في هذا الجانب
- الربح التجاري:

وهو حصيلة طرح تكاليف الإنتاج المباشرة (مثل رواتب الموظفين والإداريين، وتكاليف المواد اللازمة للإنتاج)من إجمالي الدخل المحصل من مبيعات الشركة 
ونعني بهذا ذلك الجزء من الدخل الذي يبقى بعد دفع جميع النفقات والتكاليف .
- النفقة العامة:

ونعني بهذا المصطلح عموما تكاليف تشغيل الشركة أو المؤسسة أو الهيئة والتي تتكبدها الشركة بصرف النظر عن حجم الإنتاج أو مستواه، وتعرف أيضا بالتكاليف الغير مباشرة
- الربح أو الخسارة الصافية:

هو حصيلة طرح النفقة العامة من الربح التجاري

### رأس المال
إن أحد أعظم النواحي للإدارة المالية الهامة هي التمييز بين الإيراد ورأس المال.فحين نصرف الأموال الخاصة برواتب الموظفيين والإداريين، أو المواد الإستهلاكية أو النفقات الخاصة بالسفر على سبيل المثال، فإن هذه النفقات لا تعتبر كبيرة حين تضاف إلى القيمة الكبيرة النهائية.ولهذا يجب لمثل هذه النفقة أن تدخل في حسابات الربح والخسارة، وتخصم من الدخل حين نحسب الأرباح.
ومن الناحية الأخرى، وحين نصرف على أشياء مثل المباني والالات والتي تبقى قيمتها تستخدم لفترة طويلة، فإننا نسمي هذه النفقة بنفقة رأس المال، وهي غير مرئية في حسابات الربح والخسارة.

### بيان الميزانية العمومية
وهو بيان لأصول الشركة، ومديونياتها أو التزاماتها تجاه عملنا التجاري عند نهاية فترة زمنية محددة.ويعرض هذا البيان عادة عند نهاية السنة المالية، ونعني بمصطلح الميزان هنا:الميزان بين الأصول الصافية(صافي قيمة ممتلكات الشركة وهي ما يعادل مجموع أصول الشركة ناقصا مجموع التزاماتها)،وكيف قمنا بتمويل المبالغ التي حصلنا بها عليها -أي بتحديد مصادر الأموال التي اشترينا بها هذه الأصول-.وتجدول بيانات الميزانية في هذه الأيام وترص عموديا لفهمها بصورة واضحة وليسهل قراءتها.

### الأصول
الأصول أو الموجودات في الأعمال التجارية، هي:الأشياء ذات القيمة التي تملكها الشركة ويمكن استعمالها وهي على نوعين:
أ)الأصول الثابتة:
وهي تلك التي تسترجع قيمتها بعد فترة من الزمن، وعادة ما تكون أجسام مادية، مثل الالات والأجهزة والسيارات حتى لو كانت عالية القيمة، وقد تكون
هذه القيمة معنوية أحيانا كشرائنا لمحل ذا شهرة كبيرة، وقد نحصل على بعض هذه الأصول أحيانا بصورة استئجار أو بالتقسيط.
ب)الأصول الحالية:
وهي التي تحتوي قائمة المدينون لنا بالمال من خلال عملنا التجاري مثل الزبائن، وتحتوي أيضا ميزان المراجعة النقدي والبنكي وتوضح في ملف مؤقت خاص بها

### الاستهلاك
وهو نقص قيمة السلعة بعد فترة زمنية معينة لقدمها، أو قرب انتهاء صلاحيتها، أو ندرتها، وهي وسيلة تسمح بالخسارة نوعا ما بعد فترة من الزمن، وتعاني من ذلك أغلب الأصول الثابتة وهناك بعض الأساليب في حسابات ذلك وكيف تحسب بعناية خاصة لأغراض الضرائب.

### المديونات
هي كميات المال التي يتوجب علينا سدادها للناس خلال السنة المالية الحالية أو فترة محاسبية محددة.والجزء الرئيس في ذلك هو المال الواجب علينا سداده للدائنين لنا، ويشمل المال الذي نملكه من أجل شراء بضاعة بالدين، وقد يشمل ذلك أيضا المبالغ المسحوبة من البنك والفوائد البنكية على ذلك، والقروض القصيرة الأمد.

### رأس المال العامل
رأس المال العامل هو الوصف الذي يصف لنا الفرق بين الأصول الحالية والمديونات الحالية، وهو المقياس الأهم في قوة الشركة المالية، والذي يجب أن يكون دائما ذو قيمة إيجابية.

### السيولة المالية
ليس هناك قيمة من تلك العقود الضخمة التي نحصل عليها من زبائنناأحيانا والتي ستوفر لنا ربحا عظيما في خلال الخمس سنوات القادمة، إذا لم يمكننا ذلك من دفع أجور العاملين نهاية هذا الشهر.إنه من الضروري لنا أن ندير الطرق التي يأتينا منها النقد والطرق التي يذهب بها إلى خارج عملنا التجاري، وهذا ما يعرف بالسيولة المالية .ولمعرفة السيولة المالية المتوفرة لدينا بالضبط فإننا نحتاج في ذلك إلى التنبؤ الحريص بما يجب علينا دفعه من سداد لفواتبر معينة، وأن نتوقع أيضا متى سيدفع لنا الآخرون، ومن الضروري أن نكون متشائمين ونحن نقدر ونحسب ذلك.
وعلينا أن نضع في اعتبارنا الافتراض الأسوأ عن دفع المدينون لنا للمال المتوجب عليهم، وأن نفترض أن نقوم بالدفع دائما للآخرين في الحال.

## التحكم في الميزانية
إن أهم التقنيات المالية التي يجب أن يحسن المدراء استخدامها هي تلك الخاصة بالتحكم بالميزانية.وننجح في ذلك حين نتقن التنبؤ بالنفقات والدخل المتوقعين، عادة لسنة قادمة، من خلال رصد هذه التنبؤات في فترات محاسبية أو أشهر معينة.وما يحدث حقيقة بعد تسجيلنا لهذه التنبؤات، هو قياسها بالنسبة للميزانية ومن ثم نحدد ونختبر بالبحث الدقيق التغيرات المطلوبة بناءا على ذلك.
ومن جراء هذا التوقع المعتدل، نحدد حاجاتنا إلى أعمال صحيحة تجاه التغيرات التي سجلناها، وبفعل ذلك نستطيع أن نراجع التنبؤ المالي النهائي للسنة المالية للشركة والميزانية المرصودة لذلك.

## حساب التكلفةوالتسعير

### التكلفة
بمكن لنا القول بأن حساب تكلفة الإنتاج هو أصعب بكثير مما تتخيل.وتقسم عادة تكاليف الإنتاج إلى نوعين:الثابتة والمتغيرة.وهذا التمييز يشبه إلى حد بعيد ذلك التقسيم بين التكاليف المباشرة، وتكاليف النفقة العامة -التكاليف الغير مباشرة- التي تكلمنا عنها سابقا حين قمنا بمناقشة حساب الربح والخسارة.
أ.التكاليف الثابتة:
التكاليف الثابتة هي تلك التي تستمر في خلال فترة زمنية طويلة سواء قمنا بأنشطة معينة أم لا.وتشمل أيضا هذه التكاليف كل عناصر النفقة العامة التي ذكرناها في ما سبق، وتشمل تكلفة الأجور ورواتب الموظفين في مجالات معينة وتوصف هذه التكاليف بالثابتة
ب.التكاليف المتغيرة:
وهي التي تعتمد على حجم العمل الذي قمنا به، وتشمل المواد الأساسية، والمواد الاستهلاكية، وعلى الأقل نسبة من مقدار الكهرباء والطاقة التي نستخدمها، وقد تشمل أيضا تكلفة إعطاء عقود من الباطن لعمل ما أو توظيف عمالة مؤقتة.

### التسعير
التقدير أو التحديد الصحيح للثمن المناسب للسلعة المراد بيعها هو واحد من أعظم النواحي الحاسمة للنجاح التجاري.ويقدر ذلك عادة من خلال نصيحة خبير مختص من خبراء التسويق.
وستكون تكاليف المنتج أو السلعة أو الخدمة دائما هي نقطة البداية لكي نحدد وبدقة السعر المناسب لها بعد تقييم وتثمين الخبراء لها وأخذهم بالاعتبار ما قد يتحمله السوق في مجال بيع هذا المنتج، ويجب أن يضاف إلى ذلك تكلفة التقييم هذا إلى السعر، وحين نقوم بتحديد الأسعار فإننا في الاعتبار الفهم الواقعي لقيمة الزبائن ولأسعار المنافسين في حالات معينة.

## العلاقات النسبية في الإدارة
يستطيع المدراء أحيانا الحصول على مقياس للتحكم الإداري بحساب واختبار العلاقة النسبية بين كل العناصر المالية.وهذا الأسلوب يكون بمقابلة أو مقارنة أداء الوحدات المختلفة للشركة الواحدة،(مثل الفروع المختلفة لنفس الشركة، أو المصانع، أو المحلات عموما)،مع شركات أخرى (أو مع التقييم من خلال الأداء الأمثل)،أو بين أداء نفس الوحدة في أوقات مختلفة .
أما عن العلاقات النسبية التي من الممكن أن تستخدمها لتقييم مقدار التحكم الإداري، فنذكر منها:
- الأصول الكلية/الربح الصافي
- الربح الصافي/المبيعات
- الأصول الحالية/المديونات الحالية
- المبيعات/الأصول الكلية
- المبيعات/المخزون
- المبيعات/المدينون

## قراءة إضافية
Balsara، Nauzer J. (1992). Money Management Strategies for Futures Traders. Wiley Finance. مؤرشف من الأصل في 2012-12-15. اطلع عليه بتاريخ 2006-10-29. {{استشهاد بكتاب}}: الوسيط غير المعروف |الرقم المعياري= تم تجاهله يقترح استخدام |ردمك= (مساعدة)

## روابط خارجية
- The Principles of Money Management in Stock Trading.
- Directory of active money managers Free screener of global money managers